# Ризо
Ризо (на гръцки: Ριζό) е ниска планина в Гърция, в областта Егейска Македония.

## Описание
Ризо е малка варовикова планина в западната част на Кожанско, на левия източен бряг на Бистрица (Алиакмонас), между селищата Пелеканос (Пелка) на 760 m на север и Алиакмонас (Вратин) на 580 m на юг. Намира се в южния край на планинската верига Мурик, от която е отделена от шийката Дервент (Дервения) на 750 m. От Дервент изкачването до върха става за около 1 час.